# Мередит, Уильям Моррис
Уильям Моррис Мередит (англ. William Morris Meredith, 8 июня 1799 года, Филадельфия — 17 августа 1873 года) — американский юрист и политик, 19-й министр финансов США.

## Биография
Уильям Моррис Мередит родился в Филадельфии (штат Пенсильвания) 8 июня 1799 года. В 1812 году он окончил Пенсильванский университет, а в 1817 году начал юридическую практику.
Он был членом Генеральной ассамблеи Пенсильвании (законодательного органа штата) с 1824 по 1828 год. Он был президентом городского совета Филадельфии (англ. Philadelphia City Council) с 1834 по 1849 год.

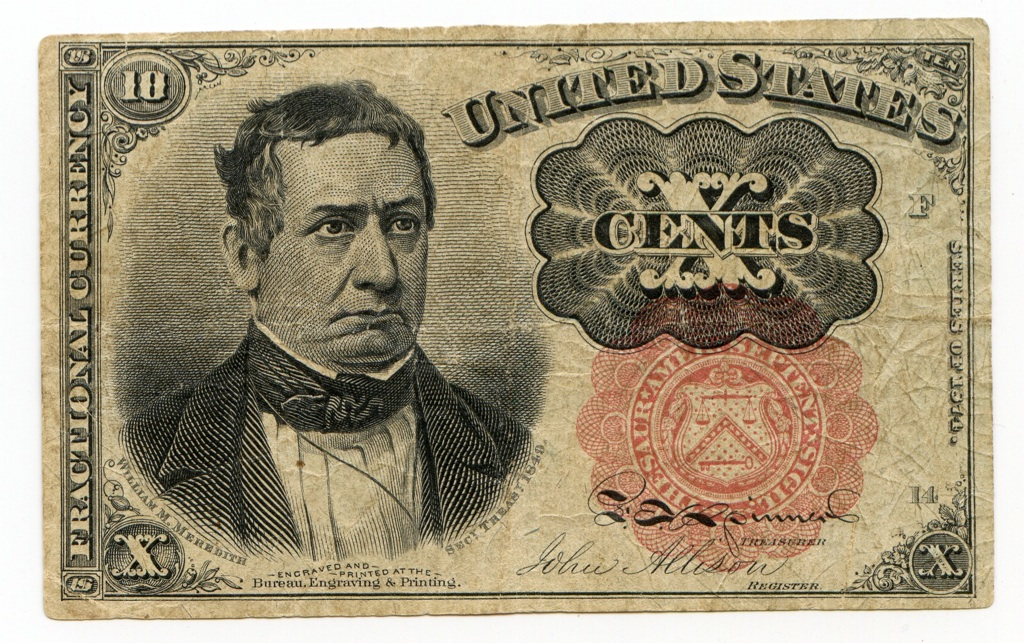
Десятицентовая банкнота 1874 года, на которой изображён Уильям Моррис Мередит

В 1849 году президент США Закари Тейлор назначил Уильяма Морриса Мередита министром финансов США. Он приступил к исполнению своих обязанностей в марте 1849 года.
Уильям Моррис Мередит выступал против закона о свободной торговле, принятого за год до его вступления в должность, при его предшественнике Роберте Джоне Уокере. Мередит считал, что надо защитить американских рабочих от наплыва плохо оплачиваемой рабочей силы из Европы.
Увеличение государственного долга США в связи с американо-мексиканской войной, а также покупкой Калифорнии, дали Мередиту дополнительные аргументы в пользу увеличения импортных пошлин, хотя это не было сделано во время его пребывания министром финансов.
Мередит подал в отставку вместе со всем кабинетом в связи со смертью президента Закари Тейлора в 1850 году.
Он был генеральным прокурором Пенсильвании с 1861 года по 1867 год.
Уильям Моррис Мередит скончался в 1873 году.